# Erland van Lidth
Erland van Lidth (* 3. Juni 1953 in Hilversum, Nordholland, Niederlande als Erland van Lidth de Jeude; † 23. September 1987 in Manhattan, New York City) war ein US-amerikanischer Ringer, Schauspieler niederländischer Abstammung.
Van Lidth gehörte der niederländischen Adelsfamilie Van Lidth De Jeude an, er selbst führte den Titel eines Jonkheer. Er wanderte mit seiner Familie Ende der 1950er Jahre in die USA aus. Er studierte von 1972 bis 1976 am Massachusetts Institute of Technology Informatik & Elektrotechnik und schloss mit einem Bachelor ab. Daneben betrieb er Ringen auf Leistungssportniveau und spielte Theater. Für die Olympischen Sommerspiele 1976 in Montreal war er als Ersatzmann im Schwergewicht nominiert, kam aber zu keinem Einsatz. Im selben Jahr war er in seiner Gewichtsklasse Ostküstenmeister. Bei einem internationalen Wettkampf in Teheran wurde er 1978 Dritter. Eine Teilnahme an den Olympischen Sommerspielen 1980 scheiterte am Boykott durch die USA. Nachdem er 1977 seinen Abschluss am MIT, für deren Ringermannschaft er auch aktiv war, gemacht hatte, arbeitete er als Informatiker in Manhattan. Den größten Erfolg als Schauspieler hatte Van Lidth, als er 1979 in einem New Yorker Fitness-Club entdeckt wurde und daraufhin im Film The Wanderers die Rolle des Terror spielte. Es folgten jedoch nur drei weitere Rollen, allesamt in Kinofilmen. Am Manhattan Community College war er in den späten 1970er und frühen 1980er Jahren zudem als Englischlehrer tätig.
Van Lidth war verheiratet und hat aus dieser Beziehung einen Sohn. Er hat zwei Geschwister: einen Bruder, Philip van Lidth de Jeude, der als Bariton und Tenor arbeitet. Und eine Schwester, Philine van Lidth de Jeude, die als Fotografin und Sopranistin arbeitet. Er starb 1987 in Manhattan an Herzversagen.

## Filmografie
- 1979: The Wanderers
- 1980: Zwei wahnsinnig starke Typen (Stir Crazy)
- 1982: Zwei Stunden vor Mitternacht (Alone in the Dark)
- 1987: Running Man (The Running Man)